# Armengol Ondo Nguema
Armengol Ondo Nguema és el germà menor del president de Guinea Equatorial Teodoro Obiang Nguema, i Delegat de la Seguretat Nacional, cap de la força de policia entrenada per Israel.
És el cap de la seguretat nacional i home més influent del règim. La raó del seu aïllament fa uns anys va poder estar relacionada amb els seus vincles comercials amb Nick du Toit, un dels líders del fallit cop de 2004. Armengol comparteix la propietat de Triple Options, una companyia de seguretat, amb du Toit. Armengol també té grans propietats en l'estat de Virgínia i Washington. Opositor aferrissat a l'arribada del seu nebot Teodoro Nguema Obiang Mangue a la presidència, es autopresenta com un candidat capaç de garantir un canvi en la successió. És considerat sospitós d'haver pres part en les nombroses violacions als drets humans a Guinea Equatorial.